# Gordon Grdina
Gordon Grdina (* 18. Februar 1977 in Vancouver) ist ein kanadischer Jazzgitarrist und Oudspieler.

## Leben und Wirken
Der Musiker mit slowenischen, italienischen und französisch-kanadischen Wurzeln arbeitet seit den 2000er-Jahren in seiner Heimatstadt Vancouver mit eigenen Formationen. 2002 nahm er sein Debütalbum The Grdina Trio (mit James Danderfer und Simon Fisk) auf. An seinem Album Unlearn: Gordon Grdina's Box Cutter wirkte u. a. auch François Houle mit. 2006 legte Grdina bei Songlines das im Trio mit Gary Peacock und Paul Motian eingespielte Album  Think Like the Waves  vor, das Elemente der arabischen Musik und Jazzgenres verband. Im Bereich des Jazz war er zwischen 2001 und 2012 an 14 Aufnahmesessions beteiligt.
Grdina arbeitet mit einem eigenen Trio (dem zunächst Tommy Babin, Bass, und Kenton Loewen, Schlagzeug, angehörten) ebenso wie mit seinem zehnköpfigen Ensemble Haram, ferner mit Mats Gustafsson, Tony Malaby, Mark Helias, Kent Kessler und Jeb Bishop.

## Diskographische Hinweise
- New Rules for Noise: Gordon Grdina's Box Cutter (Spool, 2007), mit François Houle, Karlis Silins, Kenton Loewen
- Barrel Fire (2009), mit Mats Gustafsson, Tommy Babin, Kenton Loewen
- Her Eyes Illuminate (Songlines, 2012)
- No Difference (Songlines, 2012), mit Tony Malaby, Mark Helias, Kenton Loewen
- Inroads (Songlines, 2018)
- Ejdeha (Songlines, 2018)
- Cooper’s Park (Songlines, 2019)
- Matthew Shipp, Mark Helias, Gordon Grdina: Skin and Bones (NotTwo Records, 2019)
- Safar-E-Daroon (Songlines, 2020)
- Resist (Irabbagast Records, 2020)
- Oddly Enough: The Music of Tim Berne (2022) solo
- Gordon Grdina's Haram: Night' s Quietest Hour (2022)
- Gordon Grdina's Nomad Trio: Boiling Point (2022), mit Matt Mitchell, Jim Black
- Gordon Grdina, Mark Helias & Matthew Shipp: Pathways (Attaboygirl Records, 2022)
- Oddly Enough: The Music of Tim Berne (2022) solo